# گوژپشت نتردام ۲
گوژپشت نتردام ۲ (انگلیسی: The Hunchback of Notre Dame II) یک فیلم پویانمایی به کارگردانی بردلی ریموند است که در سال ۲۰۰۲ منتشر شد.

## خلاصه داستان
مانی که شعبده باز یکی از زنگوله‌های نتردام را به سرقت می‌برد، اینجاست که «کازیمودو» وارد عمل می‌شود…